# Barekamutiun
Barekamutiun (armeniska: Բարեկամություն) är en tunnelbanestation på Jerevans tunnelbana i Armeniens huvudstad Jerevan. Den ligger i distriktet Kentron.
Tunnelbanestationen Barekamutiun (Vänskap) öppnades den 7 mars 1981. Stationen har sitt namn efter Vänskapstorget (armeniska: Բարեկամության հրապարակ: Barekamutian hraparak), som döptes för att fira 60-årsdagen av bildandet av Sovjetunionen. Ordet betyder även "familj" på armeniska.[källa behövs]